# 王庄镇 (曲阜市)
王庄镇，是中华人民共和国山东省曲阜市下辖的一个镇，在鲁城街道东北。北邻董庄乡，南邻防山乡。面积76.2平方公里，总人口4.8万人。104国道、京福高速公路、京沪高速铁路穿境而过，曲阜市第二中学在王庄乡。现辖46个自然村，有23个村民居委会（前王庄、中王庄、后王庄、中五行、陈家庄、岳家寨、岳家、褚家、魏家、孔家道沟、孙家道沟、李庄、三门庙、袁家、高家店、郭家堂、毕村、孔村、倪家、大朱家、东王家、裴家、纸坊、前孟家庄、后孟家庄、宋南庄、刘庄、厉家庙、北李家、东孟家、西孟家、仙家店、东白石桥、西白石桥、南马、蔡庄、冯家、北马、邱家庄、东焦、西焦、北陶洛东、北陶洛西、车家庄、横沟泉、辛家庄）。